# Джей (Нью-Йорк)
Джей (англ. Jay) — місто (англ. town) в США, в окрузі Ессекс штату Нью-Йорк. Населення — 2486 осіб (2020).

## Демографія
Згідно з переписом 2010 року, у місті мешкало 2506 осіб у 1064 домогосподарствах у складі 699 родин. Було 1547 помешкань
Расовий склад населення:
| - 97,9 % — білих - 0,5 % — чорних або афроамериканців - 0,3 % — корінних американців - 0,1 % — азіатів |

До двох чи більше рас належало 1,0 %. Частка іспаномовних становила 1,2 % від усіх жителів.
За віковим діапазоном населення розподілялося таким чином: 19,3 % — особи молодші 18 років, 63,4 % — особи у віці 18—64 років, 17,3 % — особи у віці 65 років та старші. Медіана віку мешканця становила 45,6 року. На 100 осіб жіночої статі у місті припадало 98,4 чоловіків;  на 100 жінок у віці від 18 років та старших — 98,5 чоловіків також старших 18 років.
Середній дохід на одне домашнє господарство  становив 73 260 доларів США (медіана — 58 728), а середній дохід на одну сім'ю — 86 874 долари (медіана — 73 363). Медіана доходів становила 41 757 доларів для чоловіків та 37 446 доларів для жінок. За межею бідності перебувало 3,6 % осіб, у тому числі 0,0 % дітей у віці до 18 років та 3,8 % осіб у віці 65 років та старших.
Цивільне працевлаштоване населення становило 1271 особа. Основні галузі зайнятості: освіта, охорона здоров'я та соціальна допомога — 35,5 %, мистецтво, розваги та відпочинок — 17,2 %, публічна адміністрація — 7,1 %, роздрібна торгівля — 7,0 %.